# Eden Golan
Eden Golan (Kefar Sava, 5 oktober 2003) is een Israëlische zangeres die een groot deel van haar jeugd in Rusland heeft doorgebracht. In 2024 vertegenwoordigt zij Israël op het Eurovisiesongfestival. De deelname van Israël aan het Eurovisiesongfestival 2024 is omstreden.

## Jeugd in Rusland
Haar beide ouders zijn in de toenmalige Sovjet-Unie geboren in families van Joodse afkomst. Haar vader Eddie werd geboren in Letland, haar moeder Olga in Oekraïne. Ze emigreerden na hun huwelijk naar Israël, waar Golan in 2003 werd geboren. Ze heeft nog een jongere broer, Sean.
In 2009, nog voor haar zesde verjaardag, verhuisde het gezin om beroepsredenen naar Moskou. Golan heeft gemengde gevoelens over haar tijd in Rusland: enerzijds heeft ze haar carrière aan Rusland te danken, maar anderzijds had ze te maken met uitingen van antisemitisme. Omgekeerd kreeg ze in Israël bij haar selectie als Israëlische vertegenwoordiger voor het Eurovisiesongfestival 2024 kritische opmerkingen omdat ze door haar lange verblijf in Rusland 'niet Israëlisch genoeg' zou zijn.
Op 10-jarige leeftijd besloot ze zangeres te worden, ook al had ze geen enkele ervaring. Op haar 11de nam ze reeds deel aan zangwedstrijden, trad op in een koor en maakte muziekvideo's.
In 2015 nam ze deel aan de Russische selecties voor het Junior Eurovisiesongfestival 2015 met het nummer "Schastye". Ze behaalde de vijfde plaats met 22 punten, acht minder dan de winnaar Mikhail Smirnov.
In 2016 kon ze optreden op het New Wave-festival op de Krim, waar ze haar nummer "Howl at the Moon" bracht in een duet met de Russische zangeres Nyusha.
In 2018 nam ze deel aan het vijfde seizoen van The Voice Kids Russia in het team van Pelageya. Ze werkte samen met Yinon Yahel. Tijdens de audities zong ze "Love on the Brain" van Rihanna. Ze eindigde niet in de top 3, maar werd opgemerkt door een Russische producer en kreeg een plaats in een meidenpopband in Moskou, waarin ze twee jaar actief was.

## Verhuizing naar Israël
In 2022 keerde Golan met haar familie terug naar Israël. De directe aanleiding voor de vervroegde terugkeer was de Russische invasie van Oekraïne. In dat jaar bracht ze haar debuutsingle "Ghost Town" uit, een samenwerking met de Litouwse producer Lucky Luke. De single werd ongeveer 700.000 keer gespeeld op Spotify. Ze won de talentenjachtshow "Hakochav Haba" (“Next Star”).
Ze nam deel aan de finale van het tweede seizoen Ro'im et Hakol, maar werd in de eerste ronde uitgeschakeld.
Op 30 december bracht ze samen "Let Me Blow Ya Mind" uit en in 2023 "Taxi" en "Dopamine".
Eind 2023 besloot de Israëlische publieke omroep om de vertegenwoordiger van het land voor het Eurovisiesongfestival 2024 te selecteren aan de hand van een talentenjacht Rising Star in samenwerking met de zender Keshet 12.
Tijdens de audities bracht ze "Rise Up" van André Day en kreeg de maximumscore. In de volgende fases zong ze "I Have Nothing" van Whitney Houston en "I Don't Want to Miss a Thing" van Aerosmith.
Ze won uiteindelijk zowel de jury als de publieke stemming en werd de Israëlische vertegenwoordiger voor het Eurovisiesongfestival 2024 met het nummer "October Rain". Dit leidde tot een internationale rel omdat de titel en een deel van de tekst zouden verwijzen naar de aanslagen door Hamas op 7 oktober 2023. Eurovisie verbiedt politiek gekleurde teksten. Er werd overeengekomen om de tekst en titel - Hurricane - te wijzigen. 
Ze eindigde op de 5de plaats in de politiek beladen finale van 11 mei in Malmö, met 52 punten van de vakjury en de op één na hoogste score van 323 punten van de publieksjury. 
Tijdens het Eurovisiesongfestival 2025 reikte Golan namens haar thuisland de jurypunten uit.
1973: Ilanit · 
1974: Poogy · 
1975: Shlomo Artzi · 
1976: Chocolad Menta Mastik · 
1977: Ilanit · 
1978: Izhar Cohen & The Alphabeta · 
1979: Gali Atari & Milk and Honey · 
1981: Hakol Over Habibi · 
1982: Avi Toledano · 
1983: Ofra Haza · 
1985: Izhar Cohen · 
1986: Moti Giladi & Sarai Tzuriel · 
1987: Lazy Bums · 
1988: Yardena Arazi · 
1989: Gili & Galit · 
1990: Rita · 
1991: Duo Datz · 
1992: Dafna Dekel · 
1993: The Shiru Group · 
1995: Liora · 
1998: Dana International · 
1999: Eden · 
2000: Ping Pong · 
2001: Tal Sondak · 
2002: Sarit Hadad · 
2003: Lior Narkis · 
2004: David D'Or · 
2005: Shiri Maimon · 
2006: Eddie Butler · 
2007: Teapacks · 
2008: Bo'az Ma'uda · 
2009: Noa & Mira Awad · 
2010: Harel Skaat · 
2011: Dana International · 
2012: Izabo · 
2013: Moran Mazor · 
2014: Mei Finegold · 
2015: Nadav Guedj · 
2016: Hovi Star · 
2017: Imri Ziv · 
2018: Netta Barzilai · 
2019: Kobi Marimi · 
2021: Eden Alene · 
2022: Michael Ben David · 
2023: Noa Kirel · 
2024: Eden Golan · 
2025: Yuval Raphael